# Chiesa di San Francesco di Sales (Firenze)
La chiesa di San Francesco di Sales è un luogo di culto cattolico di Firenze che si trova in via dell'Orto, in Oltrarno.

## Storia e descrizione
Il conservatorio femminile di San Francesco di Sales, detto il Conventino, fu eretto assieme alla chiesa nel 1700 su disegno di Anton Maria Ferri nell'area dell'ex monastero camaldolese di San Salvatore con sovvenzione della famiglia Da Verrazzano.
Nella chiesa sono conservate opere settecentesche: all'altare maggiore l'ovale con San Francesco di Sales celebrante la messa di Ignazio Hugford, agli altari laterali Visitazione e Crocifissione fra due santi di Giovanni Antonio Pucci, e nella volta la Vergine in gloria con san Francesco di Sales e santa Giovanna Francesca di Chantal, ad affresco.